# 急性汎発性発疹性膿疱症
急性汎発性発疹性膿疱症（きゅうせいはんぱつせいほっしんせいのうほうしょう、Acute generalized exanthematous pustulosis;  AGEP, Pustular drug eruption, Toxic pustuloderma）は、稀な皮膚反応であり、90％の症例が薬剤投与に関連している。 
AGEPの特徴は、投薬開始から平均5日後に突然現れる皮膚の発疹である。これらの発疹は、膿疱、即ち、濁ったまたは膿性の物質（膿）を含む皮膚の小さな赤白または赤の隆起である:124。皮膚病変は通常、原因となる薬の服用を中止してから1～3日以内に治癒するが、より重篤な症例では、二次的な皮膚感染や肝臓、肺、腎臓への浸潤を伴う持続性のある疾患を伴う事がある。
重度皮膚有害反応（SCAR）では、薬剤によってT細胞が活性化され、その結果、自己組織に対して不適切な自然免疫反応が引き起こされると考えられている。DRESS症候群、スティーブンス・ジョンソン症候群（SJS）、中毒性表皮壊死症（TEN）、SJS/TENの重複に関する研究によると、多くの患者は、特定のヒト白血球抗原（HLA）対立遺伝子やT細胞受容体の遺伝的な発現、および／または、特定のSCARSを誘発する薬剤の吸収、組織への分布、代謝、排泄の効率に基づいて、特定の薬剤に対してこれらの反応を起こす素因を持っている事が判明しているが、AGEPにおけるこれらの素因は、それほど証拠立てられていない。

## 徴候・症状
AGEPは急性薬疹であり、主に非毛包性の小さな無菌性の皮膚膿疱が、通常、誘因となる薬剤を服用してから数日以内に、赤く腫れた皮膚の広い範囲に多数発生する事を特徴とする。皮疹はしばしば瘙痒を伴い、発熱、頭痛、血中の好中球および好酸球の増加、炎症マーカー（赤血球沈降速度およびCRP）の上昇などを伴う。皮膚の発疹は、通常、原因となる薬剤の投与を中止してから1週間以内に消失する。
AGEPでは、稀に肺や骨髄に病変が生じることが報告されている。しかしこれらの臓器の病変は、通常、皮膚の発疹と共に消失する。AGEP は通常、軽度の経過を示す。通常、生命を脅かすような合併症を伴う事はないが、皮膚病変の重感染は重篤であり、生命を脅かす事もある。AGEP の死亡率は 5%未満である。

## 原因
AGEP 反応の約 90％は薬剤と関連している。残りのAGEPの症例は、感染症やその他の物質に関連している。

### 医薬品
AGEPの発症との関連性が最も頻繁に報告されている薬剤は、ペニシリン、アミノペニシリン、マクロライド、キノロン、スルホンアミド、ヒドロキシクロロキン、テルビナフィン、ジルチアゼム等である。用途で分類された薬剤のリストを以下に示す。
- 抗生物質：ペニシリン、アンピシリン、アモキシシリン、クリンダマイシン、セファレキシン、セフェピム、セフォキシチン、セファゾリン、各種スルホンアミド（英語版）、新旧キノロン、バンコマイシン、レボフロキサシン、イミペネム、メロペネム、プリスチナマイシン
- 抗真菌薬：テルビナフィン、ケトコナゾール、フルコナゾール
- 抗炎症薬：アスピリン、セレコキシブ
- その他の薬剤：ヒドロキシクロロキン（抗マラリア薬）、ジルチアゼム（カルシウム拮抗薬）、オメプラゾール（プロトンポンプ阻害薬）、クレンブテロール（充血除去薬、気管支拡張薬）、ヒドロキシジン[13]（抗ヒスタミン薬）、クロピドグレル（血小板阻害薬）

### 微生物感染
パルボウイルスB19、マイコプラズマ、サイトメガロウイルス、コクサッキーB4ウイルス、エプスタインバールウイルス（EBV）、クラミドフィラ・ニューモニアエ（Chlamydophila pneumoniae）、大腸菌、エキノコックス等の感染は、明らかな薬剤性の原因がなくとも、AGEPの発症と関連することが報告されている。このような薬剤非依存性のAGEP発症の病態生理は明確ではない。またウイルス感染は、原因となる薬剤がない場合でも、SJS、SJS/TEN、TENの発症に関連している例が観察されている。

### 他の物質
薬草、蜘蛛刺され、イオパミドール（放射線造影剤）、ラッカー、水銀、プソラレン（乾癬治療の為に紫外線Aと併用）、生体異物等が、AGEPの発症と関連があるとして症例報告されている。

## 病態生理
AGEPは、他の薬剤性SCAR疾患と同様に、薬剤またはその代謝物が細胞傷害性T細胞（CD8+T細胞）またはヘルパーT細胞（CD4+T細胞）を刺激し、自己の組織を攻撃する自己免疫反応を開始するIV型アレルギーである。SCARは、サブタイプIVb（DRESS症候群）、サブタイプIVc（SJS、SJS/TEN、TEN）、サブタイプIVd（AGEP）に分類される。AGEPは、不適切に活性化された好中球による組織傷害作用と、好中球の産生、組織への動員、活性化 を刺激するサイトカイン（インターロイキン8、インターロイキン17、GM-CSF）や自然免疫反応および自己免疫反応を促進するサイトカイン（インターロイキン22）の過剰産生を伴う点で、他のSCAR疾患とは異なる。
AGEPは、薬物またはその代謝物がCD8+TまたはCD4+T細胞を刺激する基本的なメカニズムを裏付ける証拠のレベルに関しても、他のSCAR疾患とは異なる。研究によると、薬物またはその代謝物がCD8+TまたはCD4+T細胞を刺激するメカニズムには、自然免疫系の抗原提示経路の崩壊が関与している。薬物またはその代謝物は、身体のタンパク質と共有結合して、非自己の薬物関連抗原決定基（エピトープ）を形成する。抗原提示細胞（APC）は、これらのタンパク質を取り込み、消化して小さなペプチドにし、そのペプチドを主要組織適合性複合体（MHC）のヒト白血球抗原（HLA）構成成分の抗原提示部位に配置し、MHC関連ペプチドをCD8+T細胞またはCD4+T細胞のT細胞受容体に提示する。HLA-A、HLA-B、HLA-C、HLA-DM、HLA-DO、HLA-DP、HLA-DQ、HLA-DRタンパク質上に薬剤関連の非自己エピトープを発現するペプチドは、T細胞受容体に結合して受容体を有する親T細胞を刺激する事が出来、それが自己組織を攻撃する。また、薬剤や代謝物は、HLAタンパク質の抗原提示部位に侵入して非自己エピトープとして機能したり、抗原提示部位の外側に結合してHLAタンパク質を変形させて非自己エピトープを形成したり、APCをバイパスしてT細胞受容体に直接結合してT細胞を刺激する事もある。しかし、非自己エピトープがT細胞を刺激するためには、特定のHLA血清型に結合しなければならない。ヒトの集団は約13,000種類のHLA血清型を発現しているが、個人が発現しているのはそのうちのほんの一部に過ぎない。SCARを誘発する薬物または代謝物は、1つから数個のHLA血清型としか相互作用しないため、SCARを誘発する能力は、その薬物または代謝物が標的とするHLA血清型を発現している個体に限られる。従って、特定の薬剤に反応してSCARを発症する素因となるHLA血清型を発現している事は稀である。これまでの研究では、DRESS症候群、SJS、SJS/TEN、TENなどの疾患を引き起こす様々な薬剤に関連する幾つかのHLA血清型が特定され、これらの血清型を発現する個人を特定する検査法が開発され、それによってこれらの個人が原因となる薬剤を避けるべきであると判断されている。AGEPと特定の薬物に関連するHLAの血清型はまだ特定されていない。1995年に実施された研究では、HLA-B51、HLA-DR11、およびHLA-DQ3の血清型がAGEPの発症と関連することが特定されたが、この結果は確認されておらず、関連する血清型を特定する為の更なる研究も行われていない為、何らかの薬物に反応してAGEPを発症する素因を持つ個人を特定するのには有用でない。同様に、特定のT細胞受容体の変異は、DRESS症候群、SJS、SJS/TEN、TENの発症と関連しているが、AGEPとは関連していない。
DRESS症候群、SJS、SJS/TEN、TENが起こるケースでの、ADME（薬物の吸収、分布、代謝、排泄の速度）の傾向が判明している。これらの傾向は、組織内の薬物または薬物代謝物の濃度と残留時間に影響し、それによって薬物または代謝物がSCARを引き起こす能力に影響を与える。
稀に、IL36RN 遺伝子に機能喪失型の変異がある患者に、AGEPの発症が報告されている。この遺伝子は、インターロイキン36受容体アンタゴニスト（IL36RA）をコードしている。IL36RAは、角化細胞、滑膜細胞、樹状細胞、マクロファージ、T細胞に対するインターロイキン36サイトカイン（IL-36α、IL-36β、IL-36γ）の炎症促進作用を阻害する。これは、これらのサイトカインの受容体であるIL1RL2およびIL1RAPに結合するが刺激しないことにより、インターロイキン36がIL1RL2およびIL1RAPに結合して刺激するのを妨害する事になる。しかし、IL36RN の機能喪失型変異は、汎発性膿疱性乾癬の症例でも報告されている。一見無関係な2つの疾患にこの変異が存在することから、AGEPをSCARsまたは乾癬の一形態として分類するには検討が必要であると指摘されている。

## 診断
AGEPの診断は、以下のような典型的なケースでは、直ちに確定出来る。この疾患を引き起こす事が知られている薬物を摂取し、最初の薬物摂取から数日後に、赤く腫れた皮膚の広い範囲を覆う複数の無菌性膿疱が発生し、病変部生検の組織学的所見では皮膚の角質層（一番外側の層）のすぐ下に膿疱があり、角化細胞の壊死、有棘層の海綿化、好中球と（多くの場合）好酸球の組織への浸潤が認められる場合である。しかし、AGEPの多くの症例は、明確でない臨床的特徴を示す。AGEPは、多くの共通する臨床的および組織学的特徴を有する汎発性膿疱性乾癬（GPP）と鑑別する必要がある。乾癬の既往歴、診断時の典型的な乾癬性皮膚病変の存在、および皮膚病変における壊死性角化細胞、好中球の豊富な浸潤、好酸球の浸潤、および／または蛇行または拡張した血管の欠如の組織学的証拠は、AGEP の診断を支持する。AGEPと混同される他の疾患には、細菌、真菌、ヘルペスウイルス、水痘・帯状疱疹ウイルスによる膿疱性発疹がある。
特に複数の薬剤を服用しているときに皮膚病変を発症した患者において、AGEPの原因として特定の薬剤の診断を支持したり、その関与を示唆したりする為に有用な幾つかの試験が提案されている。例えば、パッチに吸収させた少量の被疑薬物を皮膚に塗布するパッチテスト、薬物を皮膚穿刺または皮内注射する皮膚アレルギーテスト、少量の薬物を単回経口投与する経口誘発試験などである。これらの検査は感度が低く、特に経口誘発試験では、皮膚障害の再発や悪化を引き起こす可能性があるため、広く採用されていない。また、被疑薬物に対する血中単核細胞の反応を調べる混合リンパ球反応試験や、特定の薬物反応性リンパ球やその薬物誘発性AGEPメディエーター（インターフェロン-γ・インターロイキン-4・グラニュリシン等）の放出を測定するELISPOT試験などのin vitro 試験も、特異性に欠けるため、広く採用されていないのが現状である。

### 分類
この障害は、重症皮膚有害反応（SCAR）のグループに分類される。SCARには、好酸球増加および全身症状を伴う薬物反応（DRESS症候群）、スティーブンス・ジョンソン症候群（SJS）、中毒性表皮壊死融解症（TEN）、スティーブンス・ジョンソン/中毒性表皮壊死融解症重複症候群（SJS/TEN）という4つの他の薬物誘発性皮膚反応が含まれる。SJS、SJS/TEN、TENは、当初は薬剤による別個の皮膚有害反応として説明されていたが、現在では、皮膚病変の程度が異なるだけの表皮壊死症の症状と見做されている。SCARsの5つの疾患はすべて死に至る可能性があるが、AGEPはグループの中で最も死亡率が低い疾患である。

## 治療
AGEP の治療は、原因となっている薬物を直ちに中止することから始まる。複数の薬剤を服用している患者が AGEPを発症した場合には、必須ではない薬剤を中止し、必須の薬剤を化学的に関連性のない薬剤に置き換える必要がある。複数の薬剤を摂取している場合には、原因となっている薬剤を特定するために、皮膚テストやin vitro テストが役立つ場合がある。原因となっている薬物を特定して中止すれば、症状の軽い患者ではそれ以上の治療を必要としない場合がある。痒みや発熱などの症状が強い場合は、抗ヒスタミン薬、局所性ステロイド、全身性ステロイド、解熱薬等が必要となる。肝臓、肺、腎臓、皮膚に重篤な合併症がある場合には、高用量の全身性ステロイドや臓器別の治療が必要となってくる。敗血症に繋がる可能性のある皮膚感染症は、潜在的に致命的なAGEPの合併症である。この合併症の治療には、予防法と適切な抗生物質による迅速な治療、および必要に応じて更なる支持療法が重要となる。しかし、全体的に見て、AGEPの致死率は5%未満であり、最近の報告では死亡者は出ていない。一般的にAGEP の患者は、前述のような合併症を経験しても、急速に回復する。